# Arete (mitologie)
În mitologia greacă, Arete (uneori: Areta), fiica lui Rhexenor, este soția și nepoata / sora lui Alcinoos, regele feacilor, copiii lor fiind Nausicaa și Laodamas.
Îndeosebi, Arete este citată în Odiseea (VII, passim), unde îl primește pe Ulise cu ospitalitate și îl convinge pe soțul său să-l ajute pe Ulise să se întoarcă în patrie.

## Alte semnificații
- Arete, fiul lui Nestor. Apare în Iliada și în Odiseea (cântul III).

## Izvoare
- Homer, Odiseea, în romînește de G. Murnu, Studiu introductiv și comentarii de D.M. Pippidi, Editura de Stat pentru Literatură și Artă, București 1956.
- Homer, Iliada, în romînește de G. Murnu, Studiu introductiv și comentarii de D.M. Pippidi, Editura de Stat pentru Literatură și Artă, București 1955.